# Чистович, Алексей Николаевич
Алексей Николаевич Чистович (1905—1970) — советский и российский учёный-медик, эпидемиолог и инфекционист, организатор здравоохранения и медицинской науки, доктор медицинских наук (1935), профессор (1940). Член-корреспондент АМН СССР (1961), полковник медицинской службы.

## Биография
Родился 6 марта 1905 года в городе Санкт-Петербурге в семье врача-терапевта Николая Яковлевича Чистовича. 
С 1921 по 1926 годы проходил обучение в Военно-медицинской академии имени С. М. Кирова. С 1926 по 1931 годы работал в должности помощника прозектора Клинической инфекционной больницы имени С. П. Боткина. 
С 1931 года начал свою педагогическую деятельность на кафедре патологической анатомии Военно-медицинской академии имени С. М. Кирова: с 1931 по 1940 годы — младший преподаватель и преподаватель, одновременно с 1931 по 1940 годы являлся заведующим Патологоанатомической лаборатории Ленинградского научно-исследовательского института хирургического туберкулёза. В 1939—1940 годах был участником Советско-финляндской войны, в период войны служил в должности начальника Группы патологоанатомов Медицинского управления РККА, являясь при этом одним из организаторов и руководителем патологоанатомической лаборатории в системе медицинского обеспечения войск.
С 1940 по 1942 годы — начальник кафедры патологической анатомии Куйбышевской военно-медицинской академии. С 1944 по 1945 годы в период Великой Отечественной войны был прикомандирован к Главному военно-санитарному управлению РККА, для работы на Ленинградском и 2-м Белорусском фронтах. С 1942 по 1946 годы — заместитель начальника кафедры, с 1946 по 1969 годы, в течение двадцати трёх лет, А. Н. Чистович являлся начальником кафедры патологической анатомии, одновременно с 1948 по 1969 годы работал в должности главного патологоанатома Ленинградской области.
В 1935 году А. Н. Чистович защитил диссертацию на соискание учёной степени доктора медицинских наук по теме: «О патогенезе и патологической анатомии костного туберкулеза». В 1940 году А.Н.Чистовичу было присвоено учёное звание профессора. В 1961 году А. Н. Чистович был избран член-корреспондентом АМН СССР.
Основная научно-педагогическая деятельность А. Н. Чистовича была посвящена проблемам, связанным с боевыми поражениями, болезнями кроветворной системы, патологической анатомией туберкулеза и диагностикой биопсий лимфатических узлов; он являлся автором более ста пятидесяти научных трудов. Являлся участником и докладчиком основных Всесоюзных конференций и съездов патологоанатомов.
Помимо основной деятельности был членом правления Всесоюзного научного общества патологоанатомов и председателем Ленинградского научного общества патологоанатомов, состоял членом Ленинградского научного общества фтизиатров, был членом редакционного совета научного журнала «Архив патологии» и редактором редакционного отдела «Патология и морфология» Второго издания БМЭ.
Скончался 17 февраля 1970 года в Ленинграде, похоронен на Богословском кладбище.

## Семья
Жена — Галина Владимировна Чистович-Цимбалина (1904—1983), кандидат медицинских наук, доцент кафедры детской хирургии ЛПМИ, одна из основателей Общества детских хирургов. Дочь врача В.В.Цимбалина.
Дочь — Татьяна Алексеевна (1932— 2002), кандидат медицинских наук. Трое внуков. 

## Награды и премии
- Орден Ленина
- Орден Красного Знамени
- Орден Красной Звезды
- Медаль «За победу над Германией в Великой Отечественной войне 1941—1945 гг.»

## Труды
- Агранулоцитоз / А. Н. Чистович. - Харьков : Науч. мысль, 1927 г. — 8 с.
- Патологоанатомические препараты и рисунки Н. И. Пирогова / Проф. А. Н. Чистович. - Ленинград : Воен.-мед. акад. им. С. М. Кирова, 1954 г. — 35 с.
- Патологическая анатомия туберкулеза / Ленингр. ин-т туберкулеза М-ва здравоохранения РСФСР. - Ленинград: 1960 г. — 68 с.
- Патологическая анатомия и патогенез туберкулеза / Ленинград : Медгиз. Ленингр. отд-ние, 1961 г. — 120 с.
- Патологическая анатомия болезней человека / Под ред. чл.-кор. АМН СССР проф. А. Н. Чистовича. - Ленинград : Медгиз. Ленингр. отд-ние, 1963 г. — 496 с.
- Курс общей патологической анатомии / Под ред. чл.-кор. АМН СССР проф. А. Н. Чистовича. - Ленинград : Медицина. Ленингр. отд-ние, 1970 г. — 359 с.
- Патологическая анатомия и патогенез туберкулеза / Акад. мед. наук СССР. - 2-е изд., доп. и испр. - Ленинград : Медицина. Ленингр. отд-ние, 1973 г. — 175 с.